# 四烈乡
四烈乡，是中华人民共和国四川省宜宾市高县曾经下辖的一个乡。2019年8月，撤销四烈乡，将其所属的希望社区、先峰社区、金星村、永华村、星光村、四烈村、大华村、苗儿村、水井村、店子村、阎村村、水塘村行政区域划归庆符镇管辖。原四烈乡下华村、龙塘村、顺利村、中和村以及原大窝镇龙洞村、三块村、太源村、得印村、印田村、川洞村、先娱村、向阳村、天台社区3组所属行政区域为庆岭镇的行政区域。

## 行政区划
四烈乡撤销前下辖以下地区：
希望社区、仙峰社区、金星村、永华村、星光村、四烈村、大华村、水塘村、顺利村、龙塘村、中和村、下华村、猫儿村、水井村、店子村和阎村。